# Józef Fiszer
Józef Fiszer (ur. 24 lutego 1925 w Krakowie, zm. 26 kwietnia 2015 tamże) – polski inżynier systemów sanitarnych, podporucznik Wojska Polskiego ps. „Myśliński”.

## Życiorys
W chwili wybuchu II wojny światowej uczęszczał do Gimnazjum i Liceum im. Bartłomieja Nowodworskiego w Krakowie, po zamknięciu szkoły przez okupanta uczył się w szkole budowlanej. Od kwietnia 1942 należał do kompanii „Bartek” Szarych Szeregów, rok później ukończył szkolenie minerskie i awansował do stopnia kaprala podchorążego. Brał udział w tzw. małym sabotażu i kolportował konspiracyjną prasę. Aby uniknąć aresztowania w czerwcu 1944 wstąpił do oddziału partyzanckiego Kedywu „Grom”, walczył pod Sielcem. W sierpniu 1944 „Grom” wszedł w skład samodzielnego batalionu partyzanckiego „Skała”, uczestniczył w walkach pod Zaryszynem, Moczydłem, Krzeszówką, Sadkami i Złotym Potokiem. Do rezerwy przeszedł 15 stycznia 1945. Po zakończeniu wojny studiował na Wydziale Inżynierii Lądowo-Wodnej Akademii Górniczo-Hutniczej, równocześnie od 1947 przez cztery lata był nauczycielem akademickim. Magisterium uzyskał w 1949 i rozpoczął pracę w Biurach Projektów Budownictwa Komunalnego w Krakowie, a następnie kierownikiem Wydziału Gospodarki Wodnej i Ochrony Powietrza w Prezydium Wojewódzkiej Rady Narodowej w Krakowie. W 1963 przedstawił w Akademii Rolniczej we Wrocławiu pracę doktorską i uzyskał stopień doktora nauk technicznych, a następnie rozpoczął pracę na Politechnice Krakowskiej, gdzie w latach 1987–1991 funkcję dyrektora Instytutu Inżynierii Gospodarki Wodnej.

## Członkostwo
- Światowy Związek Żołnierzy Armii Krajowej,
- Polskie Zrzeszenie Inżynierów i Techników Sanitarnych (członek honorowy).

## Odznaczenia
- Brązowy Krzyż Zasługi z Mieczami,
- Krzyż Armii Krajowej,
- Krzyż Partyzancki,
- Złoty Krzyż Zasługi,
- Krzyż Kawalerski Orderu Odrodzenia Polski,
- Zasłużony dla Kultury Polskiej (2001).